# واجهة برمجة التطبيقات المفتوحة

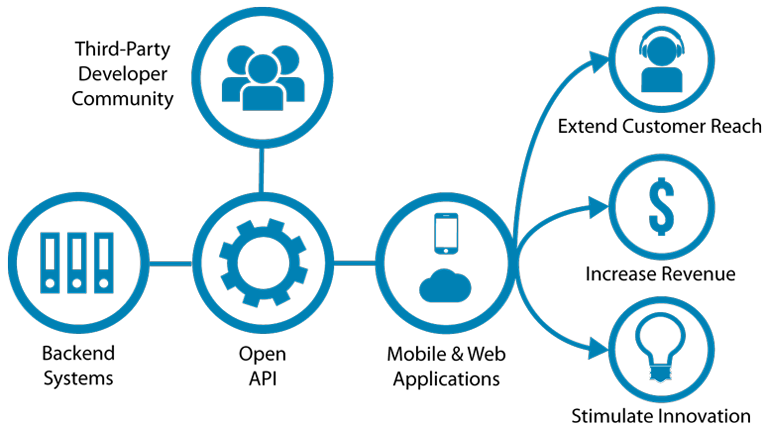
مخطط لواجهة التطبيقات المفتوحة في مجال الأعمال

واجهة برمجة التطبيقات المفتوحة (بالإنجليزية: Open API)‏ (يشار إليها غالبًا باسم واجهة برمجة التطبيقات العامة) هي واجهة برمجة تطبيقات متاحة للجميع توفر للمطورين وصولاً برمجيًا إلى تطبيق أو خدمة ويب (ربما مملوكة). واجهات برمجة التطبيقات المفتوحة هي واجهات برمجة تطبيقات يتم نشرها على الإنترنت ويمكن للمستهلكين الوصول إليها مجانًا.

## التعريفات البديلة
لا يوجد تعريف مقبول عالميًا لمصطلح "Open API" ويمكن استخدامه للإشارة إلى مجموعة متنوعة من الأشياء في سياقات مختلفة، بما في ذلك:
1. واجهة برمجة تطبيقات للاستخدام من قبل المطورين والمستخدمين الآخرين مع قيودٍ قليلةٍ نسبيًا. قد يتطلب التسجيل أو فرض الحصص وحدود المعدل، لكن التسجيل مجاني ومفتوح للجميع؛ أو
2. واجهة برمجة تطبيقات مدعومة ببيانات مفتوحة. البيانات المفتوحة متاحة مجانًا للجميع لاستخدامها وإعادة نشرها كما يحلو لهم، دون قيود من حقوق النشر أو براءات الاختراع أو آليات التحكم الأخرى؛ أو
3. واجهة برمجة تطبيقات تستند إلى معيار مفتوح، والذي يحدد الآلية التي يستعلم بها المستهلك عن واجهة برمجة التطبيقات ويفسر ردودها.

## روابط خارجية
- موقع ويب مبادرة Open API (OAI)